# 利奇菲爾德 (康乃狄克州)
利奇菲爾德（英語：Litchfield）是一個位於美國康乃狄克州利奇菲爾德縣的城鎮。

## 地理
利奇菲爾德的座標為41°44′50″N 73°11′23″W / 41.74722°N 73.18972°W，而該地的平均海拔高度為151米（即495英尺）。

## 人口
根據2010年美國人口普查的數據，利奇菲爾德的面積為147.10平方千米，當中陸地面積為145.20平方千米，而水域面積為1.90平方千米。當地共有人口8,466人，而人口密度為每平方千米57人。